# Gerardo Vargas Landeros
Gerardo Octavio Vargas Landeros (Los Mochis, Sinaloa, 21 de octubre de 1962) es un empresario y político mexicano. De 2006 a 2009, sirvió como diputado de la LX Legislatura del Congreso de la Unión representando al distrito electoral federal 2 de Sinaloa.Fue presidente municipal de Ahome, Sinaloa desde el 1 de noviembre de 2021 hasta el 1 de mayo de 2025, cuando solicitó licencia para separarse del cargo. Fue el primer presidente en la historia del municipio en ser electo de forma democrática para un segundo periodo posterior inmediato.

## Primeros años
Gerardo Octavio Vargas Landeros nació el 21 de octubre de 1962 en Los Mochis, México. De 1980 a 1985 estudió la licenciatura en administración de empresas. De 1990 a 2006 fue socio director de la constructora Santa María.

## Trayectoria política
Se afilió al Partido Revolucionario Institucional (PRI) en 1980. De 1985 a 1988 fue suplente de un diputado federal del PRI en la LIII Legislatura. De 1984 a 2000 ocupó varios cargos dentro de la administración del partido. Del 1 de septiembre de 2006 al 30 de agosto de 2009 fue diputado federal en la LX Legislatura del Congreso de la Unión en representación del distrito 2 del estado de Sinaloa. Dentro del congreso fue secretario de la comisión de seguridad pública.
De 2011 a 2017 fue Secretario de Gobierno en el Estado de Sinaloa, durante la administración del gobernador Mario López Valdez. A pesar de ser miembro del PRI, apoyó al candidato del Partido Acción Nacional, López Valdez, como candidato a gobernador de Sinaloa para el periodo 2011-2017. Mario López Valdez también "dio el salto" del PRI al PAN.
La administración panista de Mario López Valdez,
En 2020 se postuló como aspirante a la candidatura de Morena para la gubernatura de Sinaloa. Su postulación fue respaldada por la diputada Beatriz Zarate, quién declinó en su favor. El partido decidió seleccionar a su candidato a través de una encuestra entre sus militantes y simpatizantes. El 31 de diciembre de 2020 el presidente del partido, Mario Delgado Carrillo, anunció que el ganador de la encuesta era Rubén Rocha Moya. Vargas Landeros cuestionó la legitimidad de la encuesta, calificándola de «un atraco a los sinaloenses», basándose en que todas las encuestas nacionales lo calificaban a él como el aspirante mejor posicionado para recibir la gubernatura.
El 21 de marzo de 2021 se registró como candidato a la presidencia municipal de Ahome, postulado por el Movimiento Regeneración Nacional (Morena) y el Partido Sinaloense.
Gerardo Vargas ganó las elecciones el 6 de junio del 2021 y tomó protesta al cargo de presidente municipal de Ahome el 31 de octubre del mismo año. Su periodo fue de 2021 a 2024, siendo reelecto en 2024 y separándose del cargo en 2025.